# 本特·约翰松
本特·约翰松（瑞典語：Bengt Johansson，1926年1月4日—2008年4月9日），瑞典男子摔跤运动员。他曾代表瑞典参加世界摔跤锦标赛，获得一枚金牌和一枚铜牌。他也曾参加1952年和1956年夏季奥林匹克运动会。